# Glossosoma valvatum
Glossosoma valvatum är en nattsländeart som beskrevs av Georg Ulmer 1926. Glossosoma valvatum ingår i släktet Glossosoma och familjen stenhusnattsländor. Inga underarter finns listade i Catalogue of Life.